# Johannes von Geissel
Johannes von Geissel, nemški rimskokatoliški duhovnik, škof in kardinal, * 5. februar 1796, Gimmeldingen, † 8. september 1864.

## Življenjepis
22. avgusta 1818 je prejel duhovniško posvečenje.
20. septembra 1836 je bil imenovan za škofa Speyerja; potrjen je bil 19. maja in škofovsko posvečenje je prejel 13. avgusta 1837.
24. septembra 1841 je bil imenovan za sonadškofa Kölna. 23. maja 1842 je bil imenovan za naslovnega nadškofa Iconiuma.
19. oktobra 1845 je nasledil nadškofa in 24. novembra istega leta je bil ustoličen.
30. septembra 1850 je bil povzdignjen v kardinala; 19. marca 1857 je bil imenovan za kardinal-duhovnika S. Lorenzo in Panisperna.